# Poppy Playtime
Poppy Playtime — відеогра в жанрі survival horror з елементами головоломки, розроблена та видана американським інді — розробником Mob Entertainment. Гравець грає роль колишнього працівника компанії Playtime Co., яка виготовляє іграшки. Він повертається до своєї покинутої фабрики дитячих іграшок через 20 років після зникнення її персоналу. Гравець переміщується в перспективі від першої особи та повинен розгадувати головоломки, деякі з яких вимагають отримання гаджета під назвою GrabPack, щоб прогресувати, уникаючи різноманітних ворогів.
Перший розділ був випущений в Steam для Windows, а пізніше для Android та iOS 11 березня 2022 року. Другий був випущений для Microsoft Windows 5 травня 2022 року. Усі розділи після першого будуть доступні для завантаження контенту. У 2022 році також вийшли версії гри для Android та iOS. Гра отримала позитивні та погані відгуки за геймплей під час першого випуску, але другий розділ отримав неоднозначні відгуки через численні баги. Крім того, команда розробників ігор Mob Entertainment отримала жорстку критику через використання невзаємозамінних токенів внутрішньоігрового контенту.

## Ігровий процес
Poppy Playtime — це survial horror від першої особи, де гравець грає за колишнього співробітника Playtime Co., який повертається на покинуту фабрику іграшок компанії після отримання листа від інших співробітників, які вважалися зниклими 20 років тому. Гравець виявляє, що фабрика наповнена живими іграшками, які є злими до них, і намагається втекти з приміщення. По всій фабриці можна знайти різні касети VHS, кожна з яких дає більш глибоке пояснення історії.
Гравець переміщається територією фабрики і розв'язує кілька головоломок. Деякі з них вимагають гаджет під назвою GrabPack — рюкзак, який можна оснастити двома висувними руками, за допомогою яких можна тягнути та діставати предмети на великій відстані, проводити електрику та отримати доступ до певних дверей. У другому розділі його також можна використовувати, щоб переходити через прогаловини та за допомогою зеленої руки, отриманої під час гри, передавати електрику між джерелами.

## Сюжет

### Перший розділ
Головний герой отримує пакунок з відеокасетою, яка показує рекламний ролик ляльки Poppy Playtime та екскурсії фабрикою іграшок, а потім реклама різко обривається. Гравцю демонструється графіті із зображенням маку та лист від імені зниклих 10 років тому співробітників із проханням їх визволити, щоб «знайти квітку». Потім гравець потрапляє на покинуту фабрику іграшок. Розгадавши код безпеки дверей, що охороняється, він дивиться відеокасету, яка знайомить його з рюкзаком GrabPack. Відімкнувши двері до головної зали фабрики, він зустрічає Хаггі Ваггі — велику гуманоїдну істоту, талісман компанії, виставлений у центрі зали. Під час спроби відімкнути двері в головному залі раптово вимикається електроенергія, змушуючи гравця відновити електроживлення. Повернувшись до головної зали, гравець виявляє, що Хаггі Ваггі зник зі свого місця. Відновивши живлення панелі управління, щоб керувати мостовим краном і витягати праву руку грейфера, гравець заходить у секцію «Зроби собі друга» (англ. Make-a-Friend). У коридорі раптово з'являється Хаггі Ваггі і женеться за головним героєм через вентиляційні отвори. Зайшовши в глухий кут, гравець тягне коробку та ламає частину конвеєрної стрічки, в результаті чого Хаггі Ваггі падає у безодню. Потім гравець прямує до вищезгаданого графіті та відкриває двері в коридор, що веде до кімнати, де вони знаходять ляльку Поппі у футлярі, відкриває її, звільняючи Поппі.

### Другий розділ
Звільнивши Поппі з коробки, головний герой досліджує коридори фабрики, зрештою знаходячи офіс Елліота Людвіга (англ. Elliot Ludwig), засновника Playtime Co. Увійшовши у вентиляційний отвір в офісі, він зустрічає Поппі, яка дякує йому за її звільнення та пропонує допомогти їй втекти з фабрики, давши код для активації заводського поїзда. Проте її щось хапає та тягне вглиб фабрики. Коли гравець наближається до ігрової станції (англ. Game Station), де знаходиться поїзд, він стикається з Мамкою Довгі Ноги (англ. Mommy Long Legs) — іграшкою-розтяжкою, яка утримує Поппі в заручниках та забирає червону руку рюкзака GrabPack головного героя. Вона кидає виклик головному героєві, пропонуючи виграти три гри на Game Station. У разі перемоги натомість вона дасть гравцеві код для поїзда, але погрожує вбити його, якщо він не дотримуватиметься правил. Пробираючись фабрикою, гравець створює зелену руку для GrabPack, яка дозволяє йому тимчасово утримувати електричний заряд, а потім продовжує три гри.
Головний герой отримує дві частини коду для поїзда та втікає під час третьої гри, пробігаючи тунелем під фабрикою. Розлючена Мамка звинувачує його в шахрайстві і переслідує по фабриці, доки не потрапляє у промисловий подрібнювач, що вбиває її. Рука з голкою якого згодом дізнаємось що його звати прототип (англ.prototyp) щоб забрати її зламане тіло. Головний герой отримує третину коду для поїзда. Знайшовши Поппі, заплутану в павутинні, звільняє її. Потім він сідає до поїзда, щоб утекти. Однак Поппі гальмує поїзд, говорячи, що поки що не може дозволити йому виїхати через те, що сталося на фабриці, стверджуючи, що вона знає, що гравець може впоратися з усім, що буде далі. Потяг сходить з рейок поруч із вказівником, що вказує на «Дитячий садок» (англ. Playcare).

### Третій розділ
Після того, як потяг зійшов з рейок, працівник прокидається, коли гігантський котячий монстр на ім’я Кіт Дрімот (англ. CatNap) кидає їх у сміттєвий контейнер. Однак вони втікають і прямують до притулку Playcare на території Playtime. По дорозі вони знаходять іграшковий телефон і отримують пораду від голосу, який називає себе «Оллі» (англ. Ollie), який попереджає їх, що Кіт Дрімот, опікун Playcare і відкликаний член лінії Playtime «Усміхнені створіння» (англ. Smiling Critters), спробує їх убити. За вказівками Оллі, працівник намагається перенаправити електроенергію з багатьох об’єктів Playcare на живлення зони видобутку газу та відвести галюциногенний газ під назвою «Червоний дим» (англ. Red Smoke), який може виробляти Кіт Дрімот.
У всьому вони отримують GrabPack 2.0 який має фіолетову руку якою можемо робити великі поштовхи від землі спеціальним сканером, знову зустрічають Кіссі та возз’єднуються з Поппі, яка пояснює, що їй потрібна їхня допомога, щоб убити Прототип і припинити його контроль над фабрикою. Після вбивства ворожої вчительки на ім’я Міс Делайт (англ. Miss Delight) та після цього головний герой отримує помаранчеву руку який стріляє невеликими вогнями кульками, працівник зрештою зустрічає останнього Усміхненого Звірятка, ДогДей (англ. Dogday), який попереджає їх, що Кіт Дрімот поклоняється Прототипу, як богу, і понівечить його за те, що він кинув йому виклик, перш ніж він буде вбитий і одержимий кількома Міні-Усміхненими Звірятками, які влаштували невдалу спробу вбити працівника. Після нападу Кіт Дрімота у співробітника виникає галюцинація, під час якої Поппі запитує їх про те, як Playtime експериментує з дітьми та перетворює їх на монстрів, з якими вони стикалися. Співробітник зрештою перемагає Кіт Дрімот, вбиваючи його електричним струмом своєю перезарядженою зеленою рукою, що призводить до того, що він згорає в полум’ї, коли зелена рука відреагувала на його газ, перш ніж Прототип уб’є його та забере його тіло.
Після успішного перенаправлення Червоного диму Поппі показує працівникам кадри «Години радості» (англ. The Hour of Joy), де Прототип наказує монстрам Playtime без розбору вбивати працівників десять років тому. Повторюючи свою місію вбити Прототип, Поппі веде працівника на ліфт, щоб вони спустилися до лігва Прототипу, маючи намір відправити його назад для Кіссі. Однак на шляху вниз Поппі чує, як щось атакує Кіссі, і несамовито намагається підняти ліфт, але люк закривається перед нею та працівником.

### Четвертий розділ
Не бачачи іншого вибору, Поппі висаджує працівника внизу ліфта, а сама піднімається за Кіссі. Опинившись у підземній в'язниці, вони пробираються всередину. Однак комп’ютерна програма під назвою «Доктор» (англ. The Doctor) дізнається про їхню присутність і вирішує перевірити їх. Тим не менш, працівник йде далі і отримує в руку ліхтарик. Оллі намагається зв'язатися з ними, але стикається зі значними перешкодами. Доктор відпускає Ярнабі (англ. Yarnaby), відданого йому монстра-леоніда, щоб полювати на співробітника, але вони отримують допомогу у втечі від глиняного монстра та союзника Поппі на ім’я Доуї (англ. Doey) Тестолюдина, який веде їх до «Безпечного притулку», переобладнаної кімнати безпеки, де зберігаються залишки ненасильницьких іграшок.
По дорозі вони возз’єднуються з Поппі та пораненою Кіссі та ледве вислизають від Прототипу. Коли вони в безпеці, Поппі виявляє, що сироти все ще живі та сплять у лігві Прототипу. Сподіваючись убити його та врятувати їх одночасно, Поппі має намір підірвати Червоний дим, який працівник перенаправив у фундамент фабрики зі старими зарядами для видобутку. Щоб полегшити це, працівник співпрацює з Доуі, щоб зупинити Доктора, який, за словами Доуї, був доктором Харлі Сойєром (англ. Harley Sawyer), вченим Playtime Co., який співпрацював із Прототипом, який створив монстрів компанії до того, як його начальство насильно завантажило його розум у комп’ютерні системи фабрики. Доуї доручає співробітнику відновити Омні-руку Доктора, яка дозволяє йому контролювати все на фабриці та в'язниці, крім безпечної гавані. Перед тим, як вони пішли, Доуї приватно повірив їм, що боїться, що Поппі пожертвує їхніми друзями, щоб помститися.
Переслідуючи працівника, Ярнабі потрапляє в ланцюг і падає в яму з розплавленим шлаком, убиваючи його. Коли співробітник працює над тим, щоб послабити Доктора, він сумнівається в їхніх мотивах повернутися до Playtime Co. і стверджує, що Поппі не кращий за Прототип, перш ніж зрештою захопити їх у ядро комп’ютера. Співробітник тікає, отримує Омні-Руку та перевантажує системи Доктора, вбиваючи його в процесі. Вони повертаються до безпечної гавані, але Оллі попереджає їх, що Прототип таємно стежить за ними.
Поппі доручає Доуі відволікти його та співробітника на ремонт генератора, необхідного для їхніх планів, і закладення вибухівки у фундамент, поки вона захищає мешканців Безпечної гавані. Співробітник виконує свої завдання, але Прототип викрадає вибухівку та підриває її в безпечній гавані. Розгніваний цим і вважаючи, що працівник винен, Доуі набуває жахливого вигляду та нападає на них. Вони тікають на підземний будівельний майданчик, де використовують каністри з рідким азотом, промислові пилки та тунелебурильну машину, щоб убити Доуі, який перед смертю вибачається за свої дії.
У пошуках тих, хто вижив, вони знову збираються з Поппі та Кіссі. Поппі стикається зі співробітником за вбивство Доуі до того, як Прототип зв’яжеться з групою, виявивши, що Оллі був мертвий протягом багатьох років, і він видавав себе за нього, щоб завоювати довіру Поппі. Побоюючись, що Прототип поверне її в кейс, Поппі тікає, кидаючи Кіссі та співробітника. Коли в землі відкривається діра, Кіссі намагається врятувати працівника, але не вдається і втрачає руку. Співробітник падає і потрапляє в пастку в підземну лабораторію. Хаггі, який вижив після падіння, повертається і намагається увірватися до того, як Червоний дим заповнить кімнату.

## Розроблення та випуск
| 2021 | Випуск першого розділу для Windows    |
| 2022 | Випуск другого розділу для Windows    |
| 2023 |                                       |
| 2024 | Випуск третього розділу для Windows   |
| 2025 | Випуск четвертого розділу для Windows |

Ідею гри «Poppy Playtime» спочатку придумав ігровий директор Айзеком Крістоферсоном, заявивши, що люди називають більшість інді-горор-ігор «симуляторами ходьби», що дало MOB Games ідею «створити щось із ігровим процесом, який не здається таким пересічним, але при цьому залишається захоплюючим, жахливим та унікальним». Трейлер першого розділу гри було завантажено у вересні 2021 року. Потім перший розділ «Poppy Playtime» був випущений в Steam для Windows 12 жовтня 2021 року, а пізніше (11 березня 2022 року) для Android та iOS. Після виходу першого розділу почали випускати офіційні сувеніри гри, включаючи футболки, плакати та м'які іграшки, а також офіційні предмети колекціонування, виготовлені Youtooz.
Незабаром після випуску першого розділу розробники оголосили про те, що наступні розділи будуть доступні як завантажуваний контент. 22 лютого 2022 року було випущено офіційний трейлер другого розділу, а кілька тизерів пізніше було опубліковано в Twitter, у тому числі тизер-трейлер 9 квітня. 2 травня 2022 року MOB Games оголосила дату виходу другого розділу — 5 травня. В рамках підготовки до її випуску «Poppy Playtime» стала безкоштовною для скачування в Steam.

## Сприйняття
Гра Poppy Playtime була добре сприйнята після її випуску, отримавши похвалу за атмосферу, сюжет та дизайн, але розкритикувалася за невелику тривалість проходження першого розділу (30-45 хвилин). Гра також швидко набула поширення на таких платформах, як TikTok, Ютуб та Twitch. Другий розділ отримав неоднозначні відгуки в Steam, отримавши похвалу за його озвучення та кінцівку, але також гру критикували за низку багів і проблем з продуктивністю, зокрема проблеми зі звуком, збої, затримки та так званий «збій Баррі». MOB Games відповіли вибаченнями та почали розгортати патчі для виправлення вищезгаданих проблем .
У своєму Twitter розробники гри оголосили про додавання до гри NFT, що викликало негативну реакцію спільноти, внаслідок чого вони видалили публікацію. Було оголошено, що до закінчення терміну дії контракту, підписаного розробниками, вони не можуть усунути NFT. 3 травня 2022 року генеральний директор MOB Games Зак Белангер опублікував заяву в Twitter, в якій він підтверджує, що весь прибуток, отриманий від NFT, буде направлено благодійній організації Clean Air Task Force.

## Екранізація
За даними Deadline Hollywood, у квітні 2022 року MOB Games уклала партнерство зі Studio71 для створення екранізації відеоігри . Повідомляється, що MOB Games та Studio71 ведуть переговори про залучення Роя Лі до проєкту.

## Нотатки
1. ↑  Раніше відомий як MOB Games